# ولفگانگ تیفنزی
ولفگانگ تیفنزی (آلمانی: Wolfgang Tiefensee؛ زادهٔ ۴ ژانویهٔ ۱۹۵۵) یک سیاست‌مدار اهل آلمان است.